# Уокер, Ребекка
Ребекка Уокер (англ. Rebecca Walker; род. 17 ноября 1969) — американская писательница, феминистка и активистка. Уокер считается одним из выдающихся голосов феминизма Третьей волны с тех пор, как она опубликовала статью о феминизме в 1992 году в журнале Miss, в которой провозгласила: «Я — Третья волна».
Уокер много пишет и говорит о гендерной, расовой, экономической и социальной справедливости в университетах США и других стран.
Письмо и речи Ребекки демонстрируют важность обращения внимания в речи на расу, гендер, политику, власть и культуру. В своей активистской работе она помогла соучредить Фонд «Третья волна», организацию, которая поддерживает молодых женщин с разными цветом кожи, квирных, трансгендерных и интерсекс-женщин, предоставляя ресурсы, которые им нужны, чтобы быть лидерами в своих кругах посредством активизма и благотворительности.

## Молодость и образование
Родилась Ребекка Левенталь в 1969 году в Джэксоне, штат Миссисипи, является дочерью Элис Уокер, афроамериканской писательницы и Мелвинa Левенталь, еврея-американца и юриста, специализирующегося на гражданском праве. Её родители поженились в Нью-Йорке, прежде чем отправиться в Миссисипи на работу. После того, как её родители развелись в 1976 году, Ребекка провела своё детство, чередуя проживание в доме отца в еврейской части Бронкса в Нью-Йорке и в афро-американской среде её матери в Сан-Франциско. Однако, Уокер училась в городской школе в Сан-Франциско.
Когда ей было 15 лет, она решила изменить свою фамилию с Левенталь на Уокер, фамилию её матери. После окончания школы она училась в Йельском университете, который окончила с отличием в 1992 году. Уокер идентифицирует себя как чернокожая белая еврейка, что также является названием её книги, опубликованной в 2001 году.

## Проявление в качестве лидера в феминизме
Уокер стала выдающейся феминисткой в возрасте 22 лет, когда написала статью для журнала Miss под названием «Становление третьей волны». В своей статье Уокер критикует подтверждение судьи Верховного суда Кларенса Томаса после того, как его обвинили в сексуальных домогательствах по отношению к Аните Хилл (адвоката), руководителем которой он являлся во время своей работы в Министерстве образования. Используя этот пример, Уокер решает проблему подавления женского голоса и представляет концепцию третьей волны феминизма. Она определяет значимость феминизма третьей волны в конце статьи, говоря: «Быть феминисткой — значит интегрировать идеологию равенства и расширения прав и возможностей женщин в саму суть жизни. Это поиск личной ясности в среде систематических разрушений, необходимо вступать в сестринские отношения с женщинами, так как мы часто разделяемся, а также понимать структуры власти с намерением бросить им вызов».

## Книги и письма

##### Основные работы
Первой крупной работой Уокер была книга «Будь реальным: рассказывай правду и меняй лицо феминизма» (1996), которая состояла из статей, которые она сопоставляла и редактировала. Книга переоценила феминистское движение того времени. Обозреватель Эмили Фейл, доцент кафедры коммуникации в колледже Итака, описала это: «Двадцать три участника проекта „Будь реальным“ делятся различными взглядами и опытом, которые бросают вызов нашим стереотипам о феминистских убеждениях, когда они обсуждают проблемы гендерных ролей, политики идентичности и властный феминизм». Как собрание «личных свидетельств», эта работа показывает, как активистки третьей волны используют личные повествования, чтобы описать свой опыт социального и гендерного неравенства. Авторы используют высказывания выдающихся феминисток, таких как белл хукс и Наоми Вульф. Согласно веб-сайту Уокер, эта книга преподавалась в программах гендерных исследований по всему миру.
В своей книге «Чёрная, белая и еврейка: Автобиография изменчивой меня» (2000) Уокер рассказывает о своей молодости в Миссисипи как ребёнка родителей, которые были активными в последние годы движения за гражданские права. Она обсуждает столкновение с расовыми предрассудками и трудности смешанной расы в обществе с жёсткими культурными барьерами. Она также обсуждает развитие своей сексуальности и идентичности бисексуальной женщины.
В её книге 2007 года «Детская любовь: выбор материнства после амбивалентной жизни», она анализирует свою жизнь с приёмным и биологическим сыном на фоне феминизма. Она обсуждает традиционные темы беременности, такие как ограничения в питании и подготовка к родам. Она говорит, что в этой книге рассматривается компромисс между работой и материнством, с которым сталкиваются женщины её поколения после того, как они выросли в социальной среде, которая изначально подразумевает, что женщины делают выбор в пользу детей. Она сказала, что вдохновилась на написание книги рождением её сына Тензина. Её воспитание изменило некоторые её же взгляды на материнство и семейные узы.
Уоклер много лет была редактором журнала Miss. Её работы были публиковались в ряде журналов, таких как: Harper’s, Essence, Glamour, Interview, Buddhaadharma, Vibe, Child и Mademoiselle. Она появлялась на телеканалах CNN и MTV, освещалась в газетах и журналах The New York Times, Чикаго Таймс, Esquire, Шамбала Са. Уокер проводила семинары по написанию книг на международных конференциях и программах МИД. Она также работает в качестве частного консультанта по издательскому делу.
Её первый роман «Аде: история любви», был опубликован в 2013 году. В нём рассказываются о студентке двухрасового колледжа Фариде, которая влюбляется в Аде, чернокожего кенийца. Планы супружеской пары прерываются, когда Фарида заболевает малярией в самый разгар гражданской войны в Кении. Роман был в целом хорошо принят и критиками, и читателям.

## Личная жизнь
Уокер идентифицирует себя как бисексуалку. У неё были отношения с певицей Мишель Ндегеочелло, сына которой Ребекка помогала воспитывать даже после того, как пара рассталась. В возрасте 37 лет она забеременела во время отношений с партнёром Гленом, буддийским учителем. Она родила в 2004 году, сына назвали Тензин.

## Фильм
В 1998 г. в фильме «Primary Colors», Уокер сыграла героиню по имени Март. Фильм представляет собой роман о президентской кампании Билла Клинтона в 1992 г. В марте 2014 года, как сообщается, право на фильм для её романа «Аде: история любви» (2013) было продано, а Мадонна стала режиссёром.

## Обучение
Уокер рассматривает обучение как способ дать людям силу говорить правду, изменить взгляды, а также дать возможность изменить мир. Она читает лекции по написанию книг, феминизму нескольких поколений, разнообразию в средствах массовой информации, многорасовой идентичности, современному изобразительному искусству и формирующимся культурам.

## Награды
- Награда «Женщины отличия» от Американской ассоциации университетских женщин[19]
- Награда «Феминистка года» от Фонда феминистского большинства
- Награда «Paz y Justicia» от общественного фонда "Авангард"
- «Бесстрашная премия» от Национальной организации женщин,[20]
- Награда «Чемпион выбора» Калифорнийской лиги действий за права абортов
- «Женщины, которые могут стать президентом» от Лиги женщин-избирательниц
- Докторская степень с почётом в школе искусств в Северной Каролине.

В 2016 году она была выбрана в качестве одной из 100 женщин BBC.